# Continuum éducatif
Le continuum éducatif, contraction de continuum éducatif à la sécurité routière, est une stratégie d’enseignement de la sécurité routière mise en œuvre en France et reposant sur le principe que les connaissances et les compétences ne doivent pas se limiter qu'au seul permis de conduire, mais doivent être acquises dès le plus jeune âge et progresser de façon continue, en fonction des capacités et des besoins de chaque âge. Ces acquisitions sont sanctionnées par une série de certifications et de formations qui s'étalent tout au long de la vie.
La chaîne du continuum éducatif se réalise en trois grandes étapes : les attestations scolaires de sécurité routière (ou l’attestation de sécurité routière) et le brevet de sécurité routière, les permis de conduire et les formations post-permis.

## Histoire
La notion de continuum éducatif apparaît pour la première fois en France fin 1997. Malgré les progrès accomplis depuis les années 1970, la France se situe alors dans les derniers rangs européens en matière de sécurité routière : plus de 8 000 tués sont dénombrés annuellement sur les routes. Les jeunes de 18 à 24 ans, représentant 10 % de la population mais 20 % des tués, sont les premières victimes. L'insécurité en ville et sur la route est la première cause de mortalité des enfants et des adolescents. Devant cette situation intolérable, le gouvernement décide lors du Comité interministériel de sécurité routière du 26 novembre 1997 une batterie de mesures avec un objectif : réduire de 50 % les tués sur la route d'ici 2002, soit 4 000 morts.
Parmi ces mesures figurent une nouvelle stratégie en matière d'enseignement de la sécurité routière : celui-ci ne doit plus se limiter au permis de conduire. Les connaissances et les compétences doivent progresser de façon continue, en fonction des capacités et des besoins de chaque âge. Elles doivent être régulièrement remises à jour à l’âge adulte. Par ailleurs, l’enseignement ne s’adresse plus aux seuls conducteurs mais à tous les usagers de la route. Le rapport de la table Ronde sur « La formation des conducteurs et des usagers de la route », rédigé le 6 novembre 1996 et remis à M. Jean-Claude Gayssot le 29 juin 1997 par M. Jean Verré, a largement inspiré le Comité Interministériel et a permis de souligner l'importance d'un continuum éducatif pour les usagers de la route,.
La stratégie définie en 1997 repose sur cinq axes :
- Développer l'éducation routière à l'école et dans les centres de vacances et de loisirs ;
- Un rendez-vous d'évaluation et de formation après un an de conduite, l'épreuve théorique générale du permis de conduire modernisée et accessible dès 16 ans ;
- Un complément de formation pour les conducteurs novices auteurs d'infractions graves au Code la Route, outre les sanctions normalement encourues ;
- Un rendez-vous d'évaluation et de formation tous les dix ans ;
- Moraliser et assainir le secteur des auto-écoles.

Cette stratégie sera mise en œuvre dans les années qui suivent avec des degrés de réussite variables. En 2004, le gouvernement, dans le communiqué du CISR du 13 janvier 2004 considère que « La continuité éducative est désormais assurée ». Mais cette affirmation n’est que partiellement vraie.
Concernant le premier axe, un enseignement obligatoire est dispensé à l'école primaire et au collège par les enseignants dans une approche pluridisciplinaire. Des outils pédagogiques sont mis à la disposition des professeurs et des partenaires. Pour l'école élémentaire, une éducation continue tout au long des cycles aboutit à la délivrance de l'Attestation de première éducation à la route (A.P.E.R.) en fin de CM2. Au collège, la poursuite de cet enseignement est validée à deux niveaux, en fin de cinquième et en fin de troisième, par la réussite aux Attestations Scolaires de Sécurité Routière. L'ASSR de premier niveau complétée par trois heures de conduite (quota porté à cinq heures en 2004) permet d'obtenir le brevet de sécurité routière. Les lycéens prolongeront cette éducation à la sécurité routière dans le cadre de différentes disciplines.
Pour cet axe le CISR reconnaît toutefois que les jeunes non scolarisés, qu'ils soient en situation d’apprentissage ou qu'ils exercent déjà une activité professionnelle ne sont pas touchés par le dispositif. Or ces jeunes, sortis du système scolaire, sont particulièrement touchés par les accidents de la route. En 2010, le gouvernement admet en outre qu’il convient de renforcer la sensibilisation à la sécurité routière pour les jeunes au cours de leur scolarité au lycée. L'Éducation nationale doit à ce titre, en lien avec la Délégation à la sécurité et à la circulation routières (DSCR), définir et mettre en place un cadre de sensibilisation des lycéens. Ce cadre sera élaboré en partenariat avec les organismes qui interviennent déjà dans les établissements, par convention avec le ministère de l’Éducation nationale.
Le deuxième axe se traduit par la mise en œuvre du permis probatoire, décidée lors du CISR du 18 décembre 2002. Partant du principe que c’est dans les trois années qui suivent l’obtention du permis de conduire que le surrisque est le plus élevé et que les 18-24 ans (les plus nombreux parmi les conducteurs novices) représentent en effet un quart des victimes (conducteurs) des accidents de la route, un permis probatoire échelonné sur trois ans est institué. Lors de l’obtention de son permis de conduire, le nouveau conducteur se voit attribuer un capital initial de 6 points. À l’issue d’une période de trois ans, s’il n’a pas commis d’infraction entraînant une perte de points, un capital de 12 points lui sera attribué. Il est institué par la loi du 12 juin 2003 et le décret d’application du 11 juillet 2003 et est entré en application à compter du 1er mars 2004. Il est modifié en 2008.
Le complément de formation pour les conducteurs novices auteurs d'infractions graves au Code la route, troisième axe, est traduit par les stages de sensibilisation dont le principe existe depuis la mise en place du permis à points en 1992. Le rendez-vous d'évaluation et de formation tous les dix ans n’a quant à lui pas été mis en place. Le permis de conduire auto a été modernisé. À la demande du Président de la République, le Comité interministériel de la sécurité routière (CISR), réuni par le Premier Ministre, avait lancé, le 13 janvier 2009, le grand chantier de la réforme du permis de conduire. Les objectifs étaient de le rendre moins long, plus accessible et plus sûr, mais le volet post-permis n’est pas abordé. Ce n’est pas pour autant qu’il n’existe aucune formation après le permis. De nombreux stages de formation ont été mis en place, mais ils ne revêtent aucun caractère obligatoire.
Concernant la moralisation et l’assainissement du secteur des auto-écoles, cinquième axe, des progrès importants ont été faits dans l’encadrement de l’exercice de la profession. Le nombre d’établissements est ainsi passé de 15 000 en 1997 à 10 500 en 2012 et les conditions d'accès à la profession ainsi que des garanties pour les candidats ont été renforcées et précisées par la loi.

## Formation en milieu scolaire

### École maternelle
L'éducation routière débute dès le plus jeune âge et se poursuit tout au long de la vie. Toutes les écoles maternelles de France disposant d’un microordinateur ont été destinataires en 2003 d’un CD-ROM « Anastase. Apprendre la rue », cofinancé par la Mutuelle Assurance Elèves (M.A.E.), la Délégation Interministérielle à la Sécurité Routière et les ministères de la jeunesse, de l'Éducation nationale et de la Recherche. Ce logiciel destiné aux enfants de 3 à 7 ans a connu un succès dans les classes où il a été utilisé. Il a été complété depuis par de nouveaux outils pédagogiques comme « J’assure un MAX » en 2009 ou « Les 2 font l’APER » en 2012.

### École primaire: APER
Pour l’école élémentaire, une éducation continue tout au long des cycles aboutira à la délivrance de l’Attestation de première éducation à la route (APER) en fin de CM2. L'apprentissage des règles de sécurité routière par les élèves de l'école maternelle et de l'école élémentaire relève de plusieurs registres d'objectifs : des objectifs de l'ordre des savoirs (connaître des règles de circulation, de sécurité...), des objectifs de l'ordre des savoir-faire qui supposent la mise en œuvre d'opérations cognitives de haut niveau (anticiper, traiter l'information, mener en parallèle plusieurs actions...) et des objectifs de l'ordre des comportements (être respectueux des autres usagers, etc.). Une progression, du cycle 1 au cycle 3, inscrit ces objectifs dans des situations de plus en plus complexes. L'attestation de première éducation à la route est attribuée par le conseil des maîtres de cycle 3 si tous les savoirs et savoir-faire exigibles aux cycles 1 et 2 ont été acquis et si ceux exigibles au cycle 3 sont, au moins, en cours d'acquisition.

### Collège: ASSR, AER et BSR

#### Attestation scolaire de sécurité routière (ASSR)
Au collège, la poursuite de cet enseignement est validée à deux niveaux, en fin de cinquième et en fin de troisième, par la réussite aux Attestations Scolaires de Sécurité Routière. Ces attestations sont obligatoires pour toutes les personnes qui ont eu 14 ans au 1er janvier de l'année en cours et qui souhaitent conduire.
Tout élève, quel que soit son lieu de scolarisation, doit avoir passé :
- L'ASSR de 1er niveau le jour où il atteint ses 14 ans, âge à partir duquel il est possible de conduire un cyclomoteur. L'épreuve de l'ASSR1 est organisée pour : les élèves des classes de cinquième et de niveau correspondant, des élèves d'autres classes qui atteignent l'âge de 14 ans au cours de l'année civile (au plus tard le 31 décembre de l'année), les élèves ayant échoué ou ne relevant pas encore de l'ASSR2 mais désirant préparer le BSR en auto école. L'ASSR1 n'est pas obligatoire pour passer l'ASSR2[15].
- L'ASSR de second niveau le jour où il atteint ses 16 ans, âge à partir duquel il peut commencer l'apprentissage de la conduite accompagnée d'un véhicule à moteur. L'épreuve de l'ASSR2 est organisée pour : les élèves des classes de troisième et de niveau correspondant, des élèves d'autres classes qui atteignent l'âge de 16 ans au cours de l'année civile (au plus tard le 31 décembre de l'année), les élèves qui suivent une formation de préapprentissage, les élèves âgés de plus de seize ans encore scolarisés et qui n'en sont pas titulaires[15].

Chaque épreuve se présente sous la forme de vingt séquences vidéo illustrant des questions à choix multiples et nécessite d'obtenir au moins la note 10/20. Les élèves ayant obtenu au moins la note de 10/20 à l'épreuve se voient attribuer l'ASSR correspondante. Les épreuves se déroulent chaque année pendant le temps scolaire, au cours d'une période comprise entre le début du 2e trimestre et la fin de l'année scolaire.

#### Attestation d'éducation à la route (AER)
L'Attestation d'éducation à la route (A.E.R.) est organisée pour les élèves présentant une déficience visuelle qui ne leur permet pas de se présenter aux autres épreuves (cf. article D. 312-47-1 du Code de l'éducation). La passation des épreuves en établissement public local d'enseignement est privilégiée dans le cadre de la loi du 11 février 2005 pour l'égalité des droits et des chances. La loi affirme le droit pour chacun à une scolarisation en milieu ordinaire au plus près de son domicile et à un parcours scolaire continu et adapté. Les aménagements des conditions de passation des épreuves des examens et concours sont prévus par le Code de l'éducation (articles D.351-27 à D.351-32). Ces dispositions particulières sont applicables aux élèves handicapés se présentant aux ASSR, ASR et AER.
Les modalités d'organisation et de délivrance de l'attestation d'éducation à la route sont identiques à celles de l'ASR et de l'ASSR.

#### Brevet de Sécurité Routière (BSR)
Le brevet de sécurité routière (BSR) est obligatoire pour conduire, en l'absence de permis de conduire, un cyclomoteur dès l'âge de 14 ans ou pour conduire un quadricycle léger (mini-voitures classées "voiturettes" ou petits quads),. Les attestations de sécurité routière (ASSR de 1er niveau ou ASSR de 2e niveau ou ASR) sont obligatoires pour pouvoir s'inscrire à la formation pratique du brevet de sécurité routière, mais n'autorisent pas le jeune à conduire un véhicule à moteur.
La formation pratique est assurée par les auto-écoles. Elle comporte deux options distinctes : option cyclomoteur et option quadricycle léger à moteur, et est identique pour les deux options. Elle comprend cinq heures de conduite sur les voies ouvertes à la circulation publique, sous le contrôle d'un accompagnateur qualifié. En cas de succès, le formateur délivre à l'élève qui a réussi cette épreuve un brevet de sécurité routière avec l'option suivie. Il indique également sur l'attestation scolaire de sécurité routière de premier niveau ou l'attestation de sécurité routière la date de fin de formation et appose sa signature et le cachet de l'organisme.
Si à l'occasion d'un contrôle routier, le conducteur d'un cyclomoteur ou d'un quadricycle ne présente pas son brevet de sécurité routière ou s'il conduit en n'ayant pas 14 ans révolus, il encourt l'amende prévue pour les contraventions de la 2e classe (article R211-2 du code de la route).

### Lycée
Les lycéens prolongeront cette éducation à la sécurité routière dans le cadre de l'éducation civique, juridique et sociale (ECJS), des travaux personnels encadrés (TPE) ou des projets pluridisciplinaires à caractère professionnel (PPCP). Des documents pédagogiques ont été élaborés en partenariat avec la Prévention routière. Cette éducation n’est pas seulement théorique mais s’appuie sur l'expérience quotidienne des jeunes aux abords de l’établissement, dans les transports scolaires et pendant les activités extrascolaires. Cette éducation n'est toutefois sanctionnée par aucun diplôme.

### Étudiants
Déjà en 2003 plusieurs actions visant les étudiants ont été lancées avec succès :  l'opération « Envie d’agir » et en relation avec la Prévention routière, le soutien à des associations étudiantes, la FAGE et Anima-Fac, avec qui des conventions d’objectifs pluriannuels ont été passées comportant un volet spécifique sécurité routière, le soutien à des associations spécialisées dans la sécurité routière comme « Voiture & Co », « la Route des Jeunes » et d’autres qui assurent la promotion d’opérations sur le conducteur désigné. Enfin, pour la première fois, la Délégation Interministérielle à la Sécurité Routière et la Conférence des présidents d'université (CPU) ont lancé en octobre 2003, durant la semaine de la sécurité routière, une campagne en direction des universités. L'objectif est de mobiliser les étudiants dans la lutte contre l’insécurité routière en multipliant les actions de sensibilisation.

### Jeunes déscolarisés et apprentis (ASR)
Les personnes qui n'ont pu obtenir durant leur scolarité l'attestation scolaire de sécurité routière (ASSR) peuvent obtenir une attestation de sécurité routière (ASR). Ce diplôme a été créé par le décret no 2002-675 du 30 avril 2002. Ainsi les personnes âgées de 16 ans et plus qui ne sont plus scolarisées passent l'ASR dans un GRETA (groupements d'établissements pour la formation continue des adultes). Les apprentis passent l'ASR dans les CFA (centres de formation d'apprentis).
L'inscription ne se fait pas auprès d'une auto-école, mais auprès d'un service dépendant de l'académie ou de la direction des affaires scolaires dans les grandes villes. L'épreuve porte sur les connaissances théoriques des règles de sécurité routière. Elle se présente sous la forme d'un questionnaire à choix multiples. Les questions sont au nombre de vingt et chacune est précédée d'une séquence filmée. L'ASR est délivrée aux personnes ayant obtenu au moins la note de 10/20 à cette épreuve. En cas de réussite, l'attestation est envoyée au candidat environ deux semaines après la date de l'épreuve. En cas d'échec, le candidat peut faire une nouvelle demande d'inscription.

## Le permis de conduire
La deuxième phase du continuum éducatif correspond au permis de conduire (à partir de 18 ans). Il se compose de deux épreuves: l'épreuve théorique (le code) à partir de 16 ans, puis de l'épreuve pratique, à partir de 18 ans. Il peut être obtenu par la filière classique : l'élève passe le code, prend minimum 20h de conduite dans une auto-école, puis passe l'épreuve pratique. La deuxième possibilité est, à partir de 15 ans, de prendre des cours de conduite (toujours 20h) et de passer le code. Si le niveau de l'élève est assez bon après l'obtention du code, il peut commencer l'apprentissage anticipé de la conduite (conduite accompagnée, AAC), dont le principe est de conduire aux côtés de son accompagnateur. À la fin de l'AAC, il passe l'épreuve pratique, s'il est en AAC depuis au moins 1 an et s'il a fait un minimum de 3 000 km. On propose aussi aux élèves ayant raté le permis B, ou ayant un niveau assez bas en conduite de faire la conduite supervisée (à partir de 18 ans).

### Permis probatoire
La période probatoire du permis de conduire est considérée comme l'étape 4 du continuum éducatif. C'est une mise à l'épreuve des conducteurs novices sur une durée de trois ans pour la filière traditionnelle et deux ans pour l'AAC. Le capital total de point s'acquiert progressivement jusqu'au terme de la période probatoire (sans infraction).

## Les rendez-vous post-permis

### Stages de sensibilisation post-permis
Depuis le 1er janvier 2006, un ou des rendez-vous pédagogiques peuvent être suivis ou proposés à partir de six mois après l’obtention du permis dans le but de poursuivre le continuum éducatif.
Cette dernière phase est également constituée par les stages de sensibilisation à la sécurité routière (stage permis à point).

### Stages de sensibilisation à la sécurité routière destinés aux conducteurs contrevenants
Il s'agit d'une action de formation introduite dans le cadre du permis à point (mis en œuvre en 1992), antérieure donc à la création du concept de continuum éducatif mais s'y intégrant parfaitement. Elle s'adresse aux conducteurs de tout âge ayant commis des infractions et ayant besoin de reconstituer leur capital de points (s'il n'est pas complètement asséché, le permis devant être encore valide pour bénéficier de cette reconstitution). L'inscription à cette formation est à l'initiative du conducteur. Le stage doit l'aider à éviter de réitérer les comportements dangereux ayant conduit aux infractions. Ces sessions de sensibilisation sont payantes, et délivrés par des organismes privés. Les organismes de formation doivent être préalablement agréés et les animateurs de ces stages doivent détenir une autorisation délivrée individuellement sous certaines conditions. Les animateurs suivent une formation initiale, puis une formation continue, assurée par l'Institut national de sécurité routière et de recherches (INSERR), créé en 1993.
Les sessions de ces stages de sensibilisation durent deux jours (quatorze heures), pour le « tronc commun » usuellement nécessaire, avec deux animateurs par session dont obligatoirement un psychologue et un spécialiste de la sécurité routière. Il n'y a pas d'examen à l'issue de la session : la bonne présence et le respect des horaires est la condition pour bénéficier à l'issue du stage de la reconstitution partielle de son capital de points dès le lendemain de la deuxième journée de stage. Il existe pour ces stages, pour la partie dite « tronc commun », deux programmes de formation. Le premier programme correspond à celui des stages dits de « première génération » mis en œuvre initialement. Il se positionne sur une conception de transmission de connaissances et de prise de conscience des facteurs de l'insécurité routière. Il alterne des échanges entre les participants, des exposés, des présentations de vidéos, et des travaux en groupe. Le stage commence par un tour de table sur la situation de chacun, les situations l'ayant conduit aux infractions et ses attentes par rapport à la formation. Puis le dispositif réglementaire du permis à points est rappelé, et des données statistiques de sécurité routière sont présentées permettant souvent de remettre en cause des opinions erronées sur l'insécurité au volant. Des situations particulièrement dangereuses sont examinées. Et les grands types d'infractions sont passés en revue, avec leurs impacts sociaux.
Le programme dit de « deuxième génération » commence à peine à se déployer. Il est le résultat de l'expérience acquise depuis 1992, des études effectuées sur les attentes et besoins du terrain et des évaluations menées au niveau européen. Il tient compte de la mutation du paysage de la sécurité routière et des évolutions de la société. Il a été conçu sous l'autorité scientifique de l'Institut français des sciences et technologies des transports, de l'aménagement et des réseaux (IFSTTAR). Il vise à impulser un processus de changement d'attitudes et de comportements chez le conducteur. Ce programme privilégie l'auto-réflexion du conducteur en vue d'initier une stratégie personnelle de changement. Alors que dans le stage « première génération », le conducteur écoute des exposés et échange avec le groupe, dans le stage « deuxième génération », il est plus actif. Le but est qu'il prenne progressivement conscience de son rôle d'acteur du système de circulation routière. Ce programme exige également un plus fort investissement des animateurs dans l'animation et la coanimation. Le programme du stage « deuxième génération » est amené à se substituer progressivement au stage « première génération ». À partir du 1er janvier 2018, seuls les stages de « deuxième génération » pourront être dispensés.
Au-delà de ce module « tronc commun », un ou plusieurs modules spécialisés relatifs soit à la vitesse et aux infractions associées, soit à l'alcool ou aux produits psychoactifs, soit à la conduite des poids lourds peuvent être proposés. Le choix de ces enseignements incombe aux animateurs, à l'issue du module « tronc commun », en fonction de leur connaissance des besoins des stagiaires. Le cas échéant, il peut être procédé à un entretien personnalisé ou à une séance de conduite, ou à un entretien avec séance de conduite. L'entretien est obligatoire pour les stagiaires ayant déjà participé à deux stages de sensibilisation à la sécurité routière. Il est d'une durée minimale de quarante-cinq minutes, en plus de la durée de quatorze heures du stage. Il est conduit par le psychologue du stage et porte sur le comportement du stagiaire en regard des infractions commises.
En 2001, ces stages de sensibilisation ont été suivis par 22 531 personnes. En 2007, ils ont été suivis par plus de deux cent mille conducteurs et le nombre de stagiaires ne cesse de croître. Ce public est à 80 % masculin. Et ces actions éducatives cherchent à agir sur l'interprétation par chacun des règles de la circulation, et sur cette hiérarchie des infractions, que se construit chaque conducteur, phénomène relevé dès les années 1980, en les confrontant d'une part aux données accidentologiques, et d'autre part aux sanctions encourues. Ces stages continuent une des rares formations continues dans ce domaine de la sécurité routière, si l'on excepte les stages de conduite organisés par quelques entreprises et les cours post-permis délivrés à la demande par les auto-écoles.